# STS-107
STS-107 — космічний політ багаторазового транспортного космічного корабля «Колумбія» за програмою «Космічний човник». Остання місія шатла Колумбія.
Старт відбувся 16 січня 2003 року, зі стартового майданчика 39-Ей Космічного центру Кеннеді у Флориді.
1 лютого 2003 року орбітальний апарат Колумбія розпався при вході в атмосферу Землі, загинув увесь екіпаж.
Рада розслідування аварії «Колумбії» визначила, що шматок теплоізоляційної піни відпав на старті і пошкодив систему теплозахисту (армовані вуглець-вуглецеві панелі і теплозахисні плитки) на передньому краю лівого крила орбітального апарата. Під час входу в атмосферу пошкоджене крило повільно перегрілося і розпалося, що спричинило втрату контролю і розпад апарата.

## Екіпаж

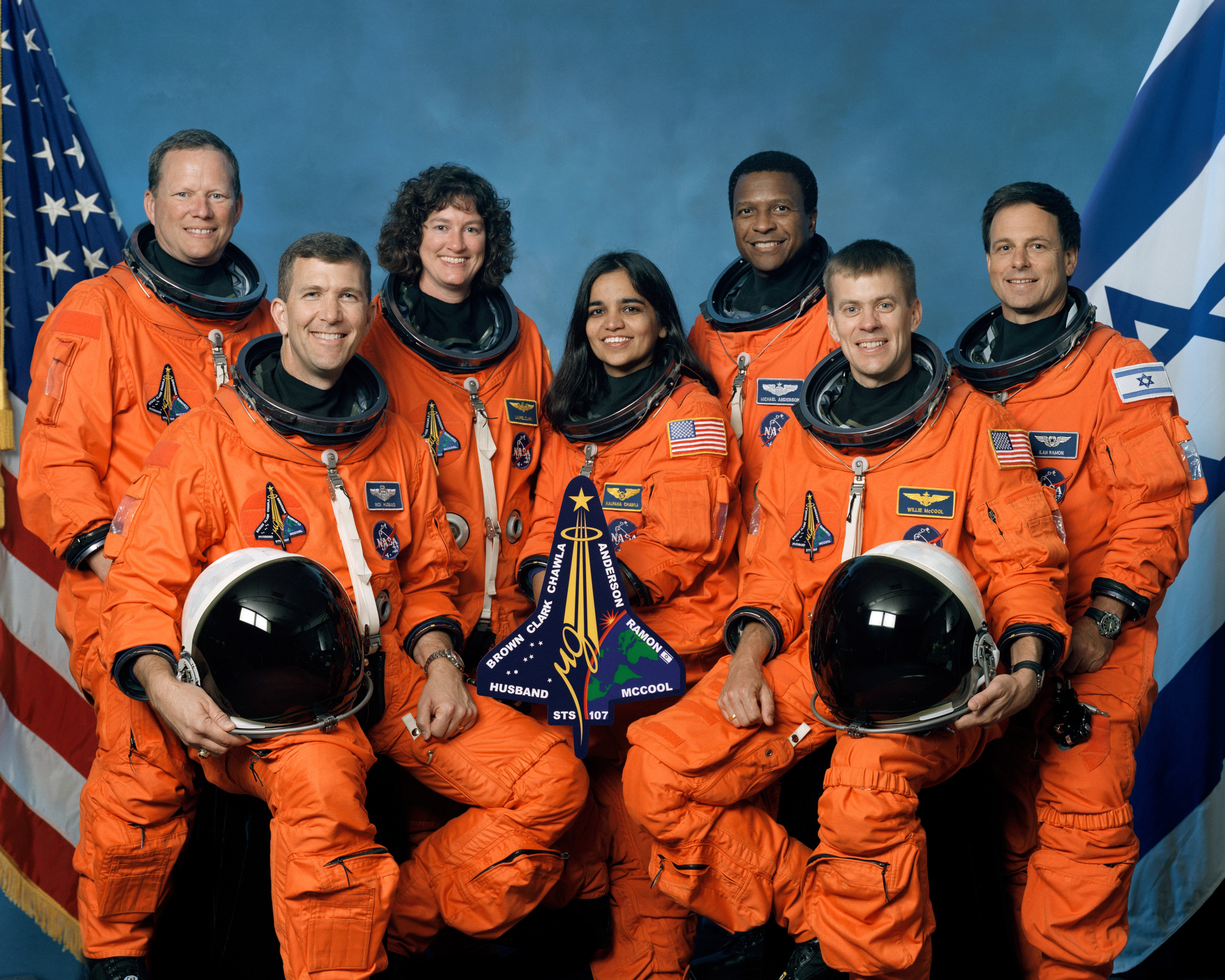
Екіпаж STS-107: Задній ряд, зліва направо: Девід Браун, Лорел Кларк, Майкл Андерсон, Ілан Рамон; Передній ряд, зліва направо: Рік Хасбенд, Калпана Чавла, Вільям МакКул

- (НАСА) Річард Гасбанд (2)[1] — командир;
- (НАСА) Вільям Маккул (1) — пілот;
- (НАСА) Майкл Андерсон (2) — бортінженер;
- (НАСА) Девід Браун (1) — фахівець польоту−1;
- (НАСА) Калпана Чавла (2) — фахівець польоту−2;
- (НАСА) Лорел Кларк (1) — фахівець польоту−3;
- (ISA) Ілан Рамон (1) — фахівець з корисного навантаження.

## Мета польоту
STS-107 ніс подвійний дослідницький модуль «Спейсгаб» (англ. SPACEHAB) у його першому польоті, експерименті «Фрістар» (англ. Freestar), змонтовано в стійку програми Автостоп (англ. Hitchhiker Program), і піддон збільшеної тривалості (англ. Extended Duration Orbiter). Перший політ «Спейсгаба» відбувся у місії STS-57.
Один з експериментів, відео атмосферного пилу, знятого для вивчення, виявило новий атмосферний феномен, що отримав назву «TIGER» (Перехідне світіння іоносферних викидів у червоному, англ. Transient Ionospheric Glow Emission in Red).

## Галерея

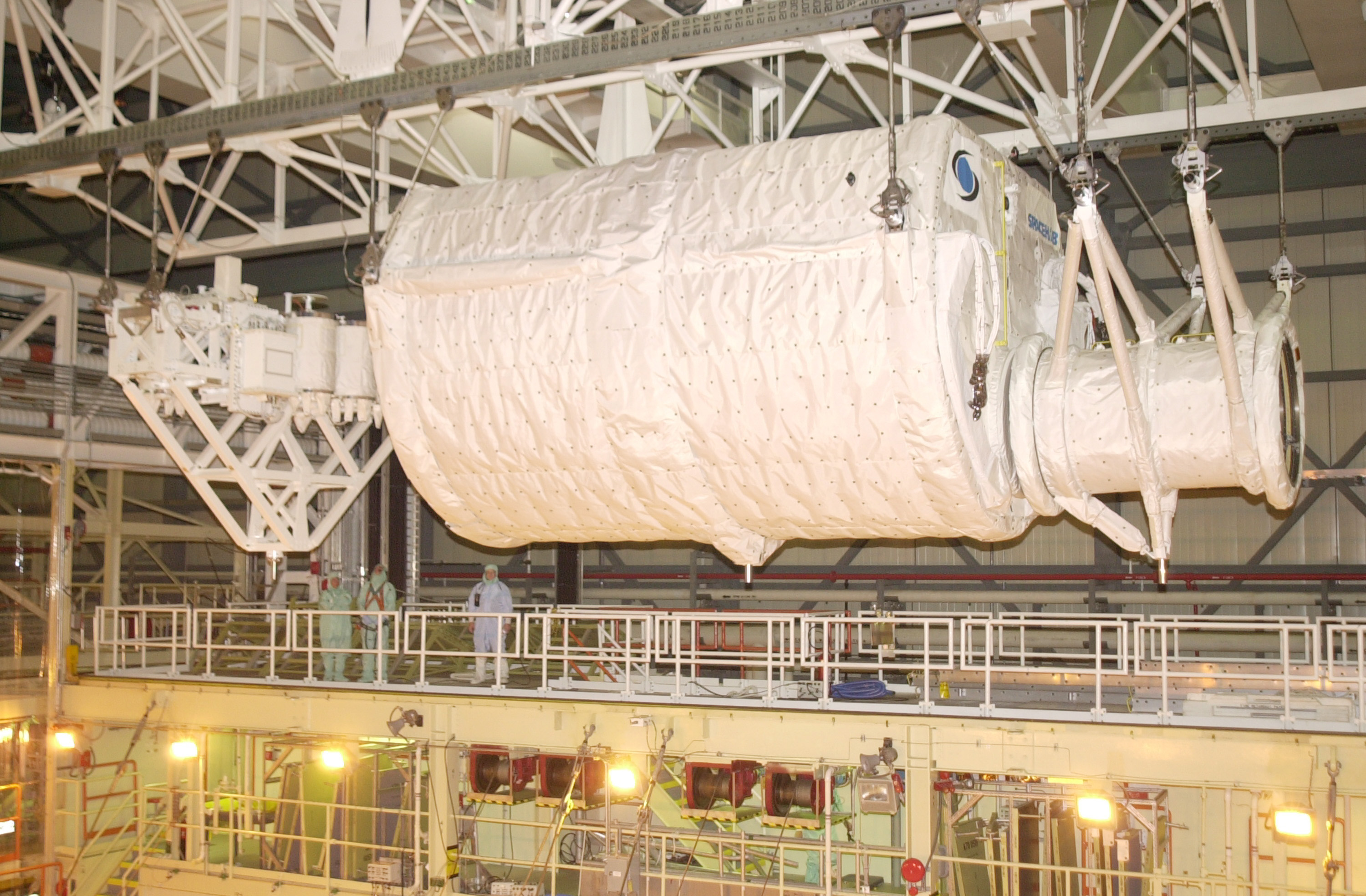
Корисне навантаження для вантажного відсіку Колумбії, ліворуч «Фрістар» (англ. FREESTAR), «Спейсгаб» (англ. Spacehab) та герметичні тунелі
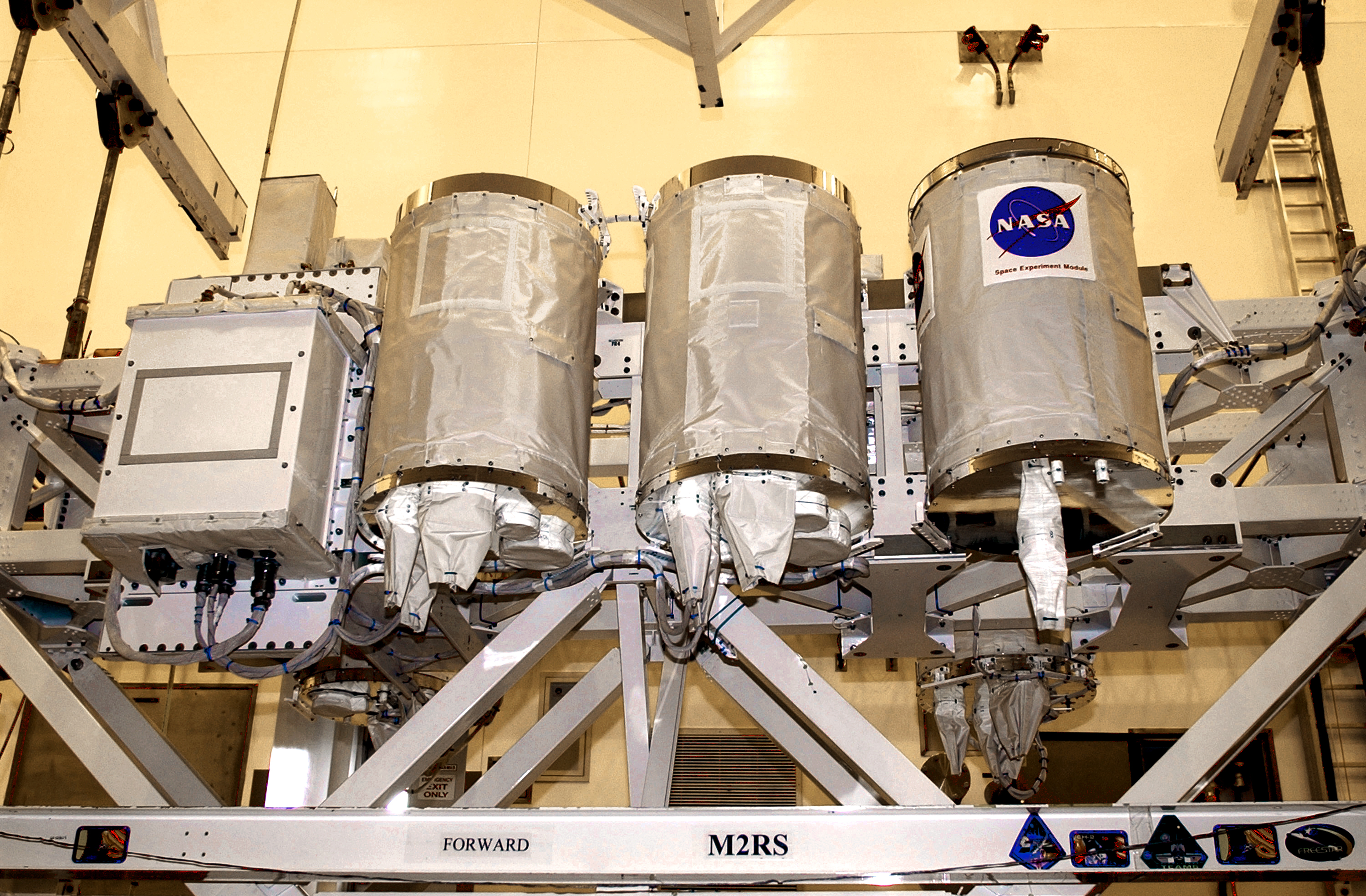
«Фрістар» (англ. FREESTAR)
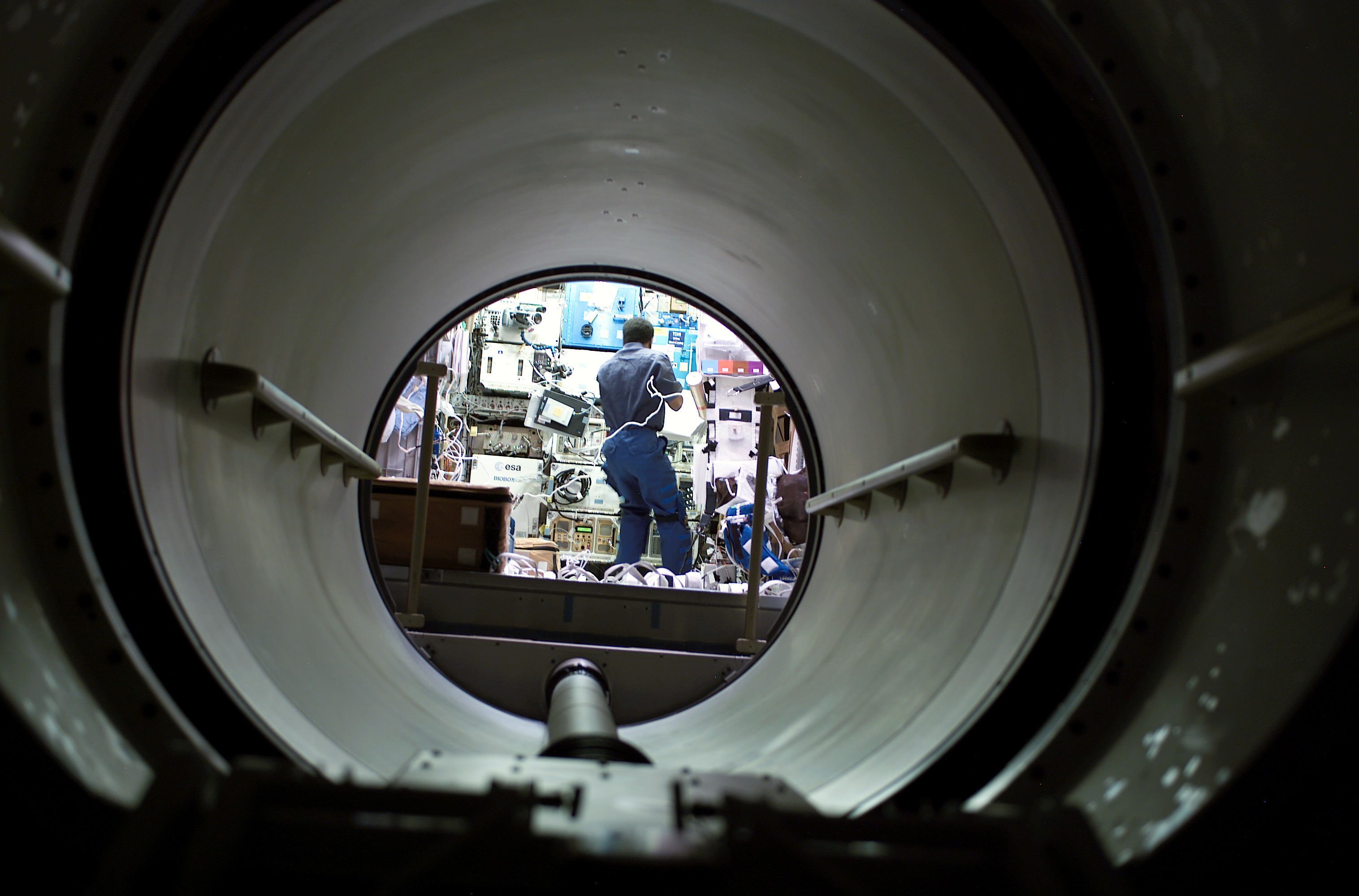
«Спейсгаб» (англ. Spacehab) та тунелі
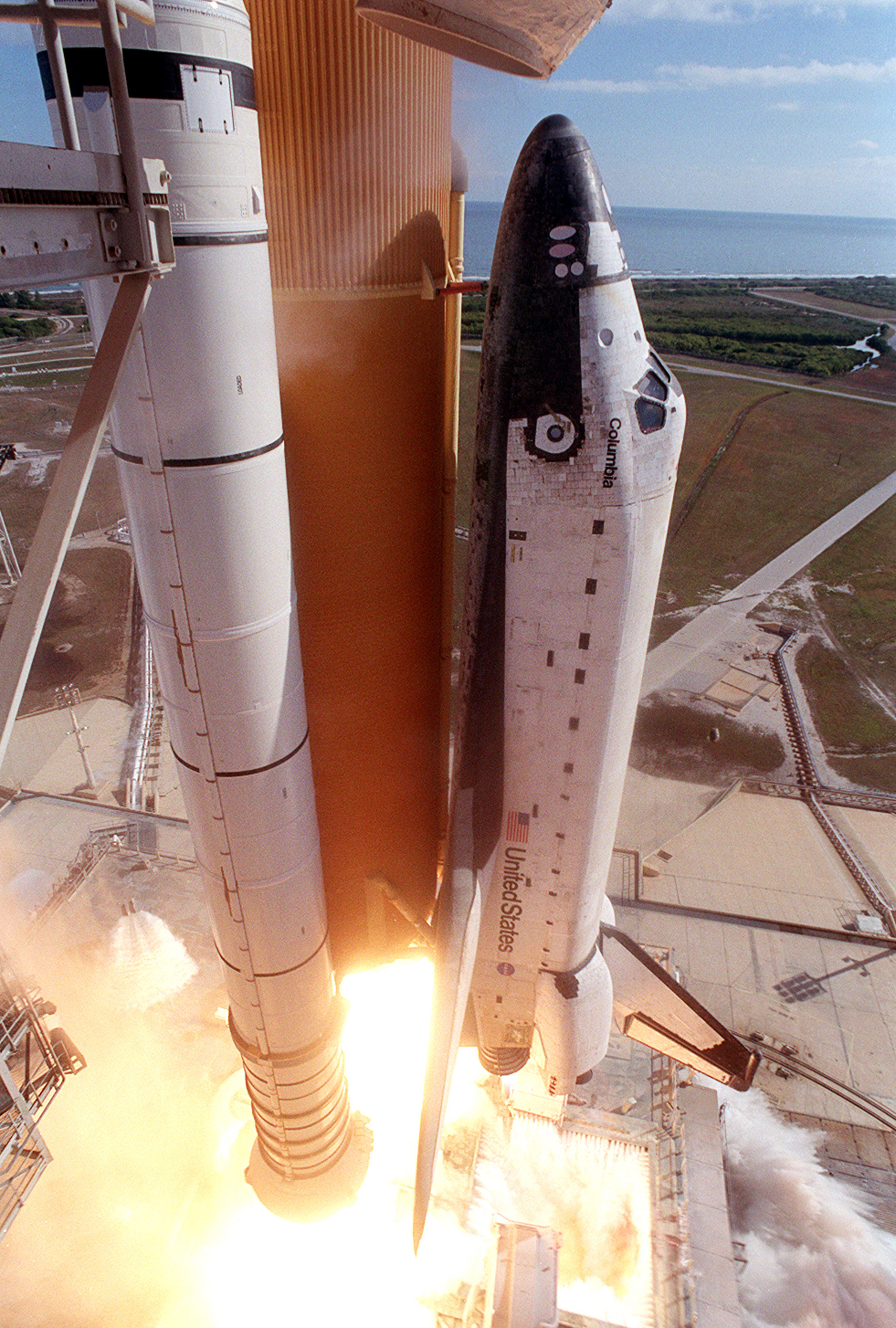
Старт шатла Колумбія
- Відео запуску
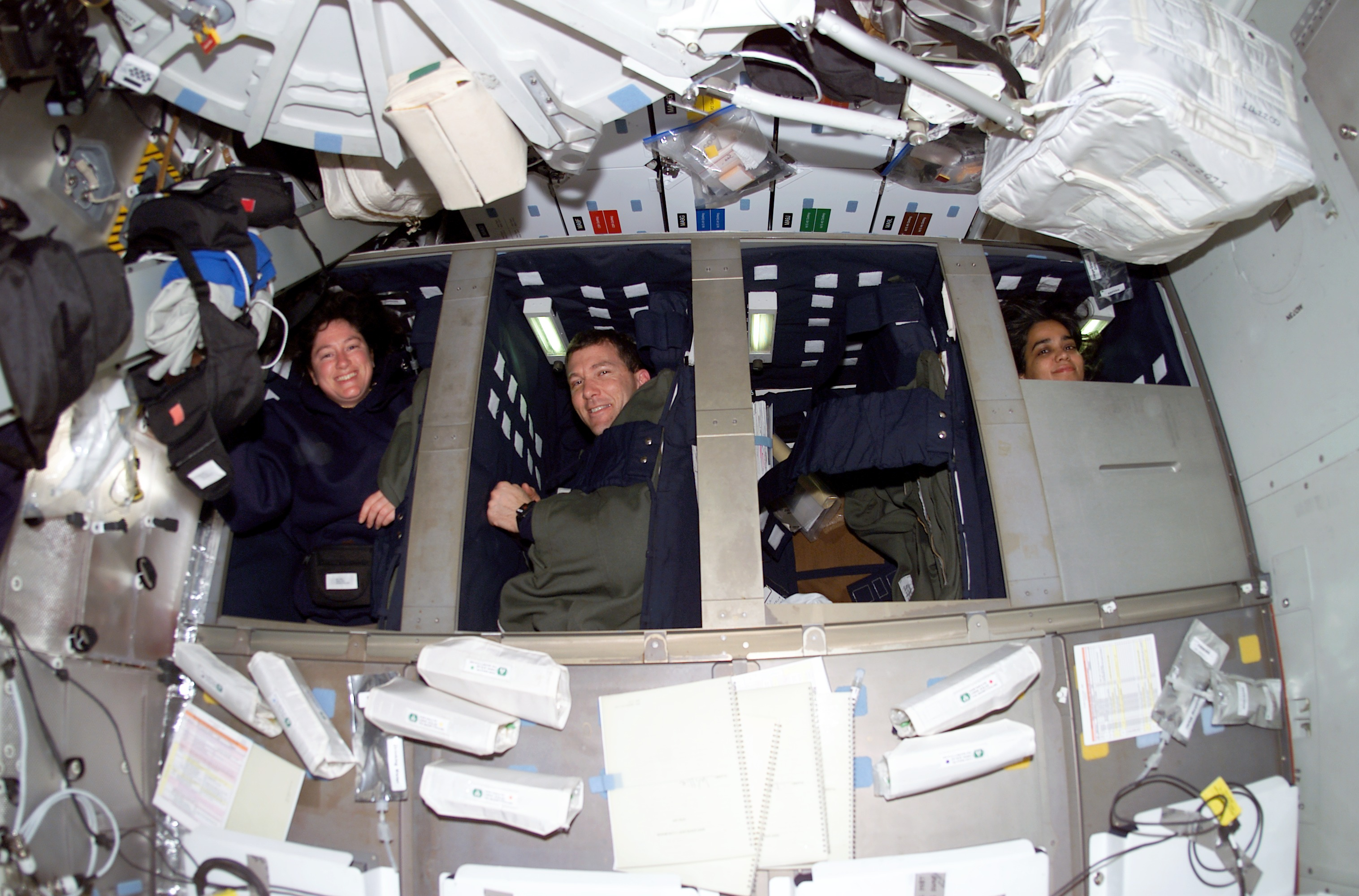
Екіпаж місії STS-107 в двоярусних ліжках
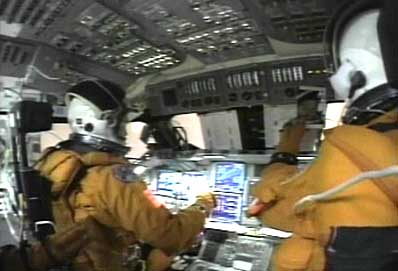
Знімок з кабіни перед початком спуску на Землю
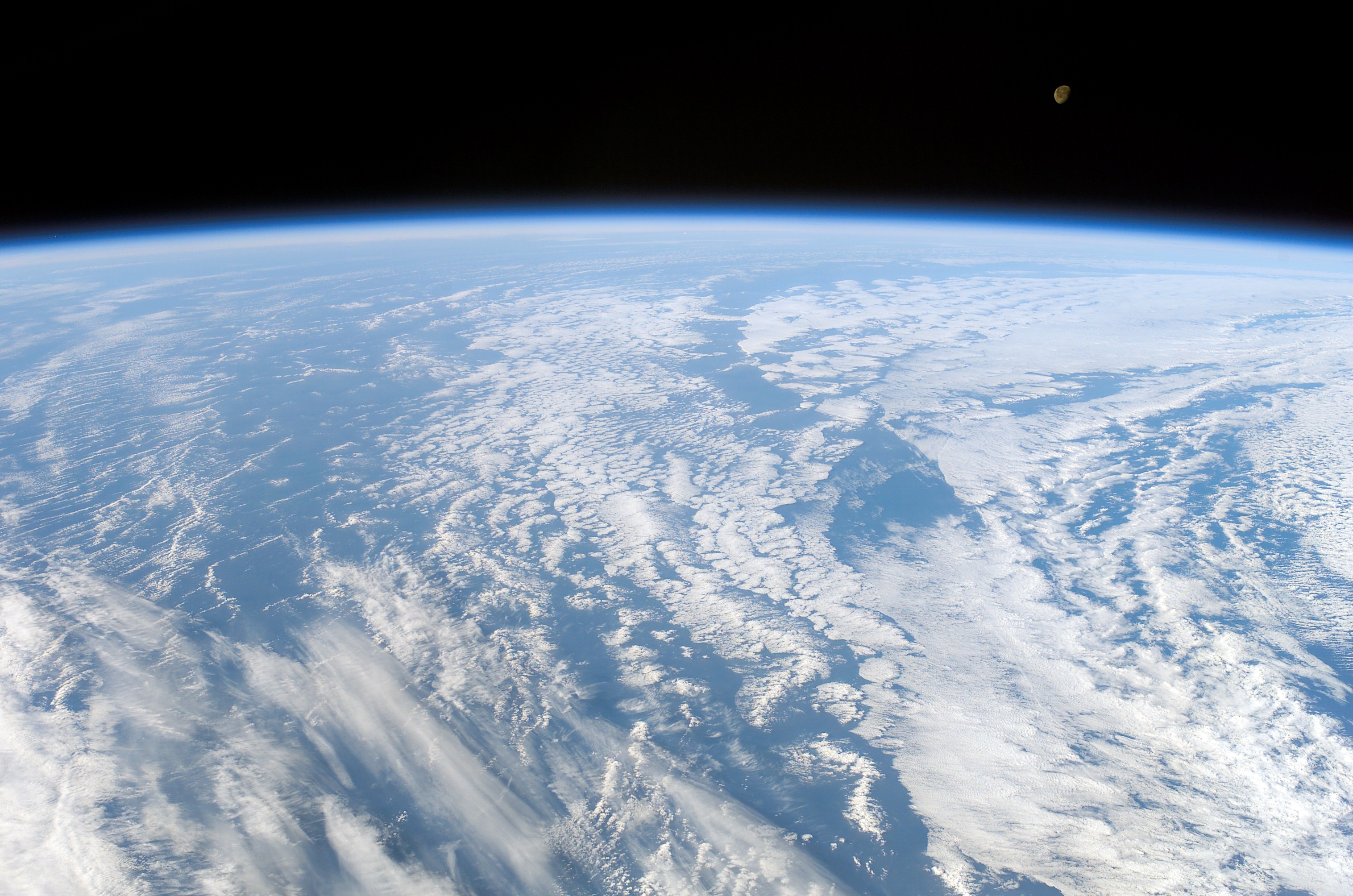
Хмари над Атлантичним океаном.